# Zabriskie Point
Zabriskie Point este un film din 1970 al regizorului italian Michelangelo Antonioni aparținând mișcării de contracultură de la sfârșitul anilor '60 din Statele Unite. Unele dintre scene au fost filmate chiar la Zabriskie Point în Valea Morții.
A fost al doilea dintr-o serie de trei filme regizate de Antonioni în limba engleză pentru producătorul Carlo Ponti și distribuite de MGM. Celelalte două au fost Blowup (1966) și Profesiunea: reporter (1975). Deși a căpătat în timp statutul de film idol, Zabriskie Point a fost un eșec comercial de proporții fiind trecut cu vederea de majoritatea criticilor la lansarea sa. Filmul a mai fost numit "unul dintre cele mai extraordinare dezastre din istoria cinematografiei moderne".
"Călătorind în lung și în lat prin Statele Unite priveam, observam, ascultam și, la un moment dat, am avut dorința să fac un film. E o țară în care imaginile îți sar în obraz la fiecare pas. Tentațiile sunt infinite, singura problemă e cea a alegerii. Dintre toate filmele mele, Zabriskie Point este în cea mai mare parte improvizat în timpul turnării. Personajele mele încarnează contrastul actual dintre tineret și civilizație." - Michelangelo Antonioni - 1970.
"Regăsim în acest film elementele poeticii autorului său: saturația culorilor, superioritatea luminii solare asupra celei artificiale, toate alternând între clasicismul compozițiilor și abstracția uimitoare a mișcărilor de aparat." - Larousse Dictionnaire des Films - 1995.

## Distribuție
- Mark Frechette - Mark
- Daria Halprin - Daria
- Bill Garaway - Morty
- Kathleen Cleaver - Kathleen
- Rod Taylor - Lee Allen
- G. D. Spradlin - asociatul lui Lee
- Paul Fix - Roadhouse Owner